# جواد مجابی
جواد مجابی (۲۲ مهر ۱۳۱۸ در شهر قزوین) شاعر، نویسنده، منتقد ادبی و هنرهای تجسمی، نقاش، طنزپرداز و روزنامه‌نگار ایرانی است. از او آثار متعددی به چاپ رسیده است. همچنین برای مدت کوتاهی سردبیر مجله دنیای سخن بود.
وی یکی از شناخته شده‌ترین روشنفکران و هنرمندان معاصر ایران است که نامش همیشه در میان بزرگان آمده است. از او تا به حال ده‌ها کتاب تأثیرگذار و پرطرفدار در زمینهٔ داستان منتشر شده است و عموماً کتاب‌های او با اقبال خوبی از سمت خوانندگان، علی‌الخصوص خوانندگان حرفه‌ای، مواجه می‌شود. مجابی بارها از سوی مجامع اروپایی و آمریکایی برای سخنرانی دربارهٔ هنر و ادبیات ایران دعوت شده است و یکی از نمایندگان شاخص ادبیات معاصر ایران محسوب می‌شود.
جواد مجابی از کودکی و نوجوانی به همراه برادرش حسین نقاشی می‌کشید و هنوز هم در خلوت خود نقاشی می‌کند. او هر چند خود را نقاش نمی‌داند، اما به عنوان یکی از چهره‌های شاخص و پیشگام در حوزه نقد نقاشی و هنرهای تجسمی شناخته شده است.

## زندگی
اوایل دههٔ ۱۳۴۰ لیسانس حقوق و دکتری اقتصاد را از دانشگاه تهران گرفت. کارمند دادگستری و بعد کارشناس فرهنگی وزارت فرهنگ و هنر بود. هم‌زمان روزنامه‌نگاری حرفه‌ای را در فاصلهٔ بین سال‌های ۱۳۴۷–۱۳۵۸ در روزنامهٔ اطلاعات با عنوان دبیر فرهنگی روزنامه ادامه داد. بعدها با مجلات ادبی ایران از جمله فردوسی، جهان نو، خوشه، آدینه و دنیای سخن همکاری داشت که مدتی نیز سردبیری مجلهٔ اخیر را به عهده داشت.
۴۰ سال از فعالیت ادبی او می‌گذرد که ۲۰ سال اخیر را به‌طور حرفه‌ای و فارغ از دغدغه‌های شغلی، صرف نوشتن رمان و شعرها و تحقیقاتش کرده است. نوشته‌های او بیش از هفتاد اثر چاپ شده است که عمدتاً شامل هشت مجموعه شعر، چهار مجموعه داستان کوتاه، نه رمان، چندین نمایش‌نامه و فیلم نامه و داستان کودکان و آثار طنز و طرح‌های هجایی و چند مجموعه مقالات و چند شناخت نامهٔ ادبی دربارهٔ نویسندگان و شاعران ایران است. علاوه بر انتشار شعرها و رمان‌ها و داستان‌ها، کار عمدهٔ او در این سال‌ها، تحقیق دربارهٔ نوپردازان هنرهای تجسمی ایران است که بالغ بر شش جلد می‌شود، که تاریخ تحلیلی زندگی و آثار نقاشان و مجسمه سازان پنجاه سال اخیر است. همچنین پژوهش مفصلی در زمینهٔ تاریخ طنز در متون ادبی ایران را ادامه می‌دهد که سیر شوخی‌های ادبی را در کتاب‌های نظم و نثر ایران طی هزار و اندی سال بر پایهٔ تحولات اجتماعی ترسیم می‌کند.
او همسر و دو فرزند دارد و اکنون در کوی نویسندگان زندگی می‌کند و اوقاتِ به خواندن و نوشتن می‌گذرد. به عنوان طنز پرداز مدرن شهرت دارد و طنز را در شکل‌های مختلف کلامی و تصویری تجربه کرده است. نقاشی مدرن را به تفنن تجربه و چند نمایشگاه از کارهای خود عرضه کرده است.
کتاب «نود سال نوآوری در هنر تجسمی ایران» به قلم جواد مجابی در دو جلد و حدود هشتصد صفحه نخستین کتاب از نوع خود است که در اردیبهشت ۱۳۹۵ منتشر شد و تاریخ هنرهای تجسمی معاصر ایران از سال ۱۳۰۰ تا ۱۳۹۰ را به شیوه‌ای تاریخی – تحلیلی بررسی کرده است.
بعد از تصویب طرح کاشی ماندگار در سازمان میراث فرهنگی، دومین کاشی ماندگار بر سر در خانه جواد مجابی نصب شد.

## ماجرای اتوبوس ارمنستان
وی در ماجرای اتوبوس ارمنستان در سال ۱۳۷۵ و در جریان قتل‌های زنجیره‌ای در لیست چهره‌های فرهنگی اعزامی بود که قرار بود در اتوبوس توسط دولت جمهوری اسلامی به قتل برسند.

## شعر و نویسندگی از نظر جواد مجابی
- من هر روز چند ساعتی را برای شعر نوشتن وقت می‌گذارم و در مدت نوشتن بارها کلمات را بالا پایین می‌کنم تا آنچه در ذهنم است شکل بگیرد و شعرها موسیقی بیرونی و درونی خود را بیابند. برای مثال اگر امروز چهار شعر بنویسم تمام تلاشم این است که با تغییرات موجود شعرها دارای یک ساختار مشخص باشند. همچنین من شعرها را چند ماه بعد دوباره مورد بازبینی قرار می‌دهم تا تغییرات مورد نیاز انجام شود. بعد از آن در زمان انتشار نیز مجدداً بررسی می‌کنم؛ یعنی ویراست نهایی نمونه چاپی کتاب را نیز مورد بررسی قرار می‌دهم تا ایرادی وجود نداشته باشد.
- «به اعتقاد من انسان همواره باید علیه هر چیزی، حتی خودش طغیان کند. این فکر انسان را نجات می‌دهد. هنرمندی که طغیان‌نگر نباشد و دائماً از خودش تعریف کند از خودش جا می‌ماند.»[۱۲]

## نظر جواد مجابی در مورد کپی رایت
بی‌گمان مسئله مالکیت فکری در این مملکت به هیچ وجه مورد استفاده نیست و اعتباری ندارد. بسیاری از آثار خارجی در زمینه موسیقی، سینما و ادبیات مورد تعرض و تجاوز قرار می‌گیرد و کسانی هستند که منافع آن‌ها اقتضا می‌کند که در برابر مصلحت کشور و مصلحت فرهنگی واعتبار و آبروی مملکت جبهه بگیرند. در صنعت نشر ما ترجمه حرف اول را می‌زند و بعد از آن کتاب‌های مردگان که ناشران با آن‌ها جان می‌گیرند و بعد آثار مؤلفان که این نیز طبیعی است. اما در کشورهای دیگر نویسندگان و پژوهشگران آثار خود را عرضه می‌کنند و بعد از آن است که ترجمه اهمیت دارد. نباید نشر مملکت‌مان را به سمت ترجمه ببریم، تنها به این دلیل که ارزان و سودآور است و کمتر دچار سانسور می‌شود. این کار با موعظه و اخلاق درست نمی‌شود، بلکه باید پایه قانونی داشته باشد. بالاخره یک روز باید به این قرارداد بین‌المللی بپیوندیم که بیش از این ما را دزد و خاطی نپندارند. (گوشه ای از صحبتهای جواد مجابی در همایش مالکیت فکری در کاشان در تاریخ ۹ شهریور 1397)

## رویدادهای فرهنگی
- شرکت در مراسم جایزه ادبی اووه یونزون در برلین آلمان به نمایندگی از ایران و اهدا جایزه به رالف راتمن[۱۴][۱۵]
- شرکت در همایش «حق مالکیت ادبی؛ گفته‌ها و ناگفته‌ها»(۹ شهریور ۱۳۹۷)[۱۶]
- اولین بزرگداشت داود رشیدی و جایزه داود رشیدی در چهارم شهریور ۱۳۹۶ به عمید نائینی، محسن میرزایی، علیرضا داودنژاد و حسن معجونی توسط جواد مجابی، احمد مسجد جامعی، مرضیه برومند و فاطمه معتمدآریا اهداء شد.[۱۷][۱۸][۱۹]
- دومین بزرگداشت داود رشیدی و جایزه داود رشیدی در سوم شهریور ۱۳۹۷ در تماشاخانه سنگلج به جلال ستاری، سید محمد مساوات، رخشان بنی اعتماد و مجتبی میرطهماسب توسط جواد مجابی، مرضیه برومند، لیلی رشیدی و فرهاد رشیدی اهداء شد.[۲۰]
- اکران مستند پسرک چشم آبی با حضور جواد مجابی و هنرمندان و نویسندگان[۲۱][۲۲]
- شرکت در مراسم تولد محمود دولت‌آبادی در تهران مرداد 1396[۲۳][۲۴]
- شرکت در مراسم اهداء نشان شوالیه ملی لیاقت به استاد محمدرضا شجریان در آیینی رسمی، شامگاه دوم تیر ۱۳۹۳(۲۳ ژوئن ۲۰۱۴) در سفارت فرانسه در تهران[۲۵]
- شرکت در مراسم اهداء نشان شوالیه به کامبیز درم بخش شامگاه (چهارم آبان ۱۳۹۳) در سفارت فرانسه در تهران[۲۶]
- سخنرانی در نمایشگاه نقاشی و مجسمه امیرمحمد قاسمی‌زاده در مجتمع تجاری الاهیه، تهران (چهاردهم شهریور 1396)[۲۷][۲۸][۲۹]
- بازدید محمود دولت‌آبادی و جواد مجابی از پروژه بازسازی خانه موزه سیمین و جلال[۳۰]
- برگزاری زادروز جواد مجابی در پشت صحنه تئاتر سرباز خوب شوایک ۲۴ مهر ۱۳۹۶ در تهران[۳۱][۳۲]

## نوشته‌ها

### شعر
- فصلی برای تو (دی ۴۴)[۳۳][۳۴]
- زوبینی برقلب پاییز (۴۹)[۳۵][۳۶]
- پرواز در مه (۵۶)
- بر بام بم (۷۱)
- سفرهای ملاح رؤیا (۷۲)
- «پوپکانه» (۷۴)
- شیدائی‌ها
- شعرهای من و پوپک (بهار ۷۹)
- به نسیم صبح فردا
- کلام غایب
- خاطرات ماربی یا
- ترانه‌های مجوسان
- شاهین این زمستان
- در گردش بیشه‌های تابستان
- وطن روی کاغذ
- شعر امروز خیابان
- عاشقانه‌های جواد مجابی
- سوار قطار فردا
- روز جشن کلمات
- شعر ۲۶
- در این اتاق‌ها
- سر بر خط عاشقی
- گزینه اشعار جواد مجابی
- هنوز ای وطن
- من و پروانه‌ای سفید
- دری به شاد خوئی (دی ۷۹)
- سفرهای ملاح رؤیا (۵ کتاب) (۸۱)
- سال‌های شاعرانه(۳ کتاب) (۸۲)
- شعر بلند تامل(۴ کتاب) (۸۲)
- وطن روی کاغذ انتشارات چلچله

### طنز
- یادداشت‌های آدم پرمدعا (آذر ۴۹)
- آقای ذوزنقه (آذر ۵۹)
- یادداشت‌های بدون تاریخ (فروردین ۵۸)
- شب نگاره‌ها
- روایت عور
- جونم واست بگه
- بغل کردن دنیا
- عین حبه نبات انتشارات چلچله
- نیشخند ایرانی (۴ کتاب) (۸۲)

کتاب‌های یادداشت‌های آدم پرمدعا، آقای ذوزنقه، یادداشت‌های بدون تاریخ و شب نگاره‌ها در مجموعه «نیشخند ایرانی» یک جا آمده است. این چهار کتاب در سال ۱۳۹۶ به صورت جدا توسط انتشارات به نگار چاپ شده است.

### پژوهش‌ها
- آینه بامداد
- شناختنامه شاملو
- سرآمدان هنر نو
- سخن در حلقه زنجیر
- شناختنامه ساعدی
- نگاه کاشف گستاخ
- شکل نوشتنم هستم
- نام‌ها بین سکوت و صدا
- سایه دست
- دویست نقاش و تندیس گر
- اردشیر و شباهت‌های ناگزیر
- شباهت‌های ناگزیر (۵۱)
- فلزکاری در ایران
- تصویرگری شاهنامه در ایران
- تاریخ طنز ادبی ایران
- پیشگامان نقاشی معاصر ایران (۷۹)
- مقدمه نقاشی‌های حجت‌الله شکیبا (۷۱)
- مقدمه یاد سبز (حاجی زاده)(۷۱)
- مقدمه ایران سرزمین مهر (۷۳)
- مقدمه نقاشی علی اکبر صادقی(۷۷)
- مقدمه نقاشی پروانه اعتمادی(۷۷)
- مقدمه نقاشی علیرضا اسپهبد (۷۷)
- مقدمه شیرزن‌ها و خورشید خانم ژازه طباطبایی (۷۸)
- مقدمه آثار پرویز تناولی (۷۸)
- مقدمه آثار ژازه طباطبایی (۸۲)
- «نود سال نوآوری در هنر تجسمی ایران» (۹۵)
- روزگار هنرمند ما (۱۴۰۰)

بعضی از مقدمه‌ها که بر مجموعه آثار نقاشی نوشته شده عبارتند از: مجموعه نقاشی‌های: حجت‌الله شکیبا، قاسم حاجی زاده، پروانه اعتمادی، پرویز تناولی، محمدرضا آتش زاد، احمد وثوق احمدی، ژازه طباطبایی، ایران درودی، بهزاد شیشه گران، علی اکبر صادقی، علیرضا اسپهبد، امین‌الله رضائی، کامبیز درم بخش، احمد وند، نورالدین زرین کلک، اردشیرنامه، صادق بریرانی، میشا شهبازیان و . . .
یکی و آن دیگری

### داستان کودکان
- پسرک چشم آبی (اسفند ۵۱)[۳۷]
- سیبو و سار کوچولو (۵۵)
- پنیر بالای درخت (بهار ۵۷)
- نرگس در آینه
- کاشکی

### صفحه و کاست
- نوار صدا و صفحه پسرک چشم آبی (۵۶)
- نوار شعر بر بام بم (۷۲)

### داستان کوتاه
- من و ایوب و غروب (۵۱)
- کتیبه (۵۶)
- دیوساران (تیر ۵۹)
- از دل به کاغذ (تابستان ۶۹)
- قصهٔ روشن (۸۰)
- باقی قصه‌هایم
- کتیبه و ایوب (۱۳۸۴) (انتشارات کاروان)

بسیاری از این داستان‌های کوتاه یک بار در مجموعه داستان " از دل به کاغذ " چاپ شده است.

### رمان
- شهر بندان (۱۳۶۶)
- شب ملخ (۱۳۶۹)
- مومیایی (۱۳۷۲)
- باغ گمشده (فردوس مشرقی) (۱۳۷۲)
- عبور از باغ قرمز (از قلعه تا سرحد)(۱۳۷۲)
- ج (عبید بازمی‌گردد)(۷۷)
- برج‌های خاموشی (بنفشه‌های سراشیب) (۱۳۷۸)
- لطفاً دربارهٔ را ببندید (۱۳۷۹)
- در این هوا
- در این تیمارخانه (در طویله دنیا)
- گفتن در عین نگفتن[۳۸] (۱۳۹۶)
- ایالت نیست در جهان[۳۹] (۱۳۹۹)

به دلائلی بعضی رمان‌ها درچاپ بعدی نام متفاوتی یافته‌اند.

### گفتگو
- گفتگوی علی شروقی با جواد مجابی درسری تاریخ شفاهی
- کنار غیب ایستاده‌ام
- خاطرات نسل آخر. تهران: نشر ثالث. ۱۳۹۹. شابک ۹۷۸۶۰۰۴۰۵۵۹۲۵.

### نمایش‌نامه
- شبح سدوم (بهار ۵۷)
- روزگار عقل سرخ (۷۸)
- تابوت سازان
- دیوانگان بر ساحل
- ساتگین

### فیلم
- پسرک چشم آبی (کارگردان حسن لطفی)دربارهٔ زندگی‌نامه و آثار جواد مجابی
- شکل نوشتن (کارگردان جمشید برزگر)
- گفتگو با مجابی ساخته سید ابراهیم نبوی به سفارش مرکز گفتگوی تمدن‌ها
- فیلم کوتاه (ساخته عبدالله ناظمی)
- فیلم کوتاه (ساخته نجل رحیم)[۴۰]
- شرکت در فیلم گفتگو دربارهٔ اردشیر محصص (ساخته بهمن مقصودلو)، بهجت صدر، غزاله علیزاده، حسین مجابی
- فیلم چشم آبی براساس داستانی از نویسنده (یک نمایش عروسکی هم از همین اثر اجراشده است)

### شعر فیلم
- شعر ترانه تیتراژ فیلم پاییزان [۴۱]

### فیلم‌نامه
- دیوانگان بر ساحل
- مهمان کش
- جنایت پنهان (آماده)

### سفرنامه
- ای قوم به حج رفته (آبان ۱۳۵۹)

### شناخت‌نامه و مجموعهٔ مقالات
- شناخت نامه احمد شاملو (۱۳۷۷)
- شناخت نامه ساعدی (۱۳۷۸)
- سخن در حلقهٔ زنجیر (۱۳۵۷)
- سایه دست (تابستان ۱۳۷۸)
- آینه بامداد (بهار ۱۳۸۰)